# تیم ملی فوتبال باربادوس
تیم ملی فوتبال باربادوس نمایندهٔ کشور باربادوس در مسابقات بین‌المللی است که زیر نظر فدراسیون فوتبال باربادوس فعالیت می‌کند.
اولین بازی رسمی این تیم در تاریخ ۱۱ فوریه ۱۹۳۱ میلادی در برابر تیم ملی فوتبال مارتینیک برگزار شده‌است.